# Lise Thiry
Lise Thiry, portadora de la Medalla del Mérito Valona (Lieja 5 de febrero de 1921-Waterloo, 16 de enero de 2024) fue una científica y política belga, activista valona. Política progresista, involucrada en muchas causas como el feminismo, la defensa de la medicina social, el apoyo a las víctimas del sida y el apoyo a los solicitantes de asilo. Ella fue la madrina de la solicitante de asilo Semira Adamu, cuya muerte fue noticia en Bélgica.

## Biografía
Nacida en Lieja, Lise Thiry es la hija del senador, escritor y poeta Marcel Thiry que la animará a emprender estudios científicos. Estudió medicina durante la Segunda Guerra Mundial en un momento en que, ante la falta de médicos y enfermeras, los estudiantes se ponían directamente a trabajar. Al final de sus estudios en 1946, fue una de las tres mujeres graduadas de un total de estudiantes.

### Carrera científica
Ingresó en 1947 como investigadora en el Instituto Pasteur de Bruselas donde se especializó en virología y microbiología. En 1952, creó allí el laboratorio de virología, que desarrolla técnicas de diagnóstico y realiza análisis virológicos y serológicos para hospitales y laboratorios clínicos. El laboratorio trabaja con un gran número de virus (sarampión, escarlatina, paperas, varicela, poliomielitis, influenza, RSV o adenovirus).

#### El sida
En 1983, Thiry puso en marcha, todavía en el Institut Pasteur, un servicio destinado al estudio del sida, que acababa de aparecer. Su laboratorio logró aislar el VIH de muestras hospitalarias y así hacer el diagnóstico. En 1985, Thiry identificó el virus del VIH en muestras de leche materna de Kigali, explicando así la transmisión materno-infantil del sida. En 1988, el laboratorio de sida desarrolló una prueba para identificar el provirus VIH-1 en linfocitos, lo que representó una mejora en términos de diagnóstico. El mismo año, el laboratorio también fue reconocido como centro de referencia nacional.
Lise Thiry también es cofundadora, en 1969, del Grupo de Estudio para una Reforma de la Medicina (GERM).
Ha sido asesora de varios Ministros de Salud Pública desde la década de 1980.
También fue presidenta del Consejo Científico para la Prevención del sida creado en 1997.

### Compromiso político
A partir de 1973, Thiry comenzó a ser activista dentro del Partido Socialista. Su principal lucha como mujer y como médica será la lucha por la despenalización del aborto. En 1985, fue cooptada al Senado, y recibió el título de mujer del año. En 1990, participó en una comisión encargada de evaluar los efectos de la nueva ley relativa a la interrupción voluntaria del embarazo, de la que fue una de las redactoras.
En las elecciones europeas de junio de 1994, está en lo más alto de la lista de Izquierda Unida, que no consigue ningún elegido.
Durante varios años ha hecho campaña por los derechos de los extranjeros en situación irregular. Fue madrina de Semira Adamu, la joven nigeriana asfixiada por los gendarmes belgas encargados de deportarla en 1998 y cuya muerte provocó la indignación en Bélgica y provocó la dimisión del entonces ministro del Interior.
Lise Thiry participó entonces en todas las manifestaciones y dio su apoyo a las peticiones de las asociaciones de apoyo a los inmigrantes ilegales. Durante la aplicación de la ley de regularización de “sin papeles“ (2000), fue invitada a sentarse como representante de una ONG en una de las salas de la comisión para la regularización de extranjeros en situación irregular. En su libro  Conversations avec des clandestins (Conversaciones con inmigrantes ilegales), publicado en 2002, ofrece otra mirada a la inmigración. A través de extractos de conversaciones y debates llevados a cabo dentro de esta comisión, la autora informa sobre la experiencia de los solicitantes de asilo en Bélgica.
En 2005, con motivo de la retirada de las tropas israelíes de la Franja de Gaza, participó con otras cinco médicas en una visita destinada a evaluar y testimoniar las necesidades sanitarias palestinas.
Decepcionada por la evolución institucional de Bélgica, se convirtió en candidata en las listas del Rassemblement Wallonie-France en 2012. En enero de 2014, hizo campaña por la lista PTB-GO (Parti du Travail de Belgique — Gauche d'ouverture).

## Obras
Además de sus publicaciones científicas, Lise Thiry también ha publicado varios trabajos destinados al público en general:
- Marcopolette (Mémoires 1921-1977), Bruxelles, Les Éperonniers, 1997
- Tutoyer les virus, Bruxelles, Labor, 1993
- Conversations avec des clandestins, Cuesmes, Le Cerisier, 2002
- Dessine-moi un virus, Conversation avec Janine Lambotte, Bruxelles, Racine, coll. «Paroles de femme», 2004.
- La science et le chercheur. Les chemins du doute, éditions Labor/Espace de Libertés, coll. « Liberté j'écris ton nom », Bruxelles, 2004
- Autour d'Ishango, 2005
- Des Virus et des hommes. Un demi siècle d'engagement, avec la collaboration de Carmelo Virone, Charleroi, Couleurs livres, 2012 ISBN 978-2-87003-602-0

## Reconocimientos
- Mujer del año en 1985[4]
- "Femme de Cristal" en 2005[5]
- La Universidad Libre de Bruselas dio su nombre a un edificio del campus Erasmo en 2019[12]